# ESP (miniserie televisiva)
ESP è uno sceneggiato televisivo in quattro puntate prodotto dalla Rai nel 1973, diretto da Daniele D'Anza, e andato in onda da domenica 27 maggio 1973 a domenica 17 giugno 1973 sul Programma Nazionale.
Le musiche sono di Egisto Macchi, la consulenza scientifica di Emilio Servadio, noto psicoanalista e parapsicologo. Prodotto dalla RAI dopo il clamoroso successo de Il segno del comando (anch'esso con la regia di Daniele D'Anza), ripropone il tema del paranormale, pur in modo diverso: tratta infatti di un personaggio all'epoca delle riprese ancora vivente.

## Trama
Paolo Stoppa interpreta un personaggio realmente esistito, Gerard Croiset (10 marzo 1909 - 20 luglio 1980), un comune cittadino della città di Utrecht, nei Paesi Bassi, venuto all'attenzione della cronaca per le sue facoltà di percezione extrasensoriale, il cui acronimo inglese è ESP (Extra Sensorial Perceptions). Dopo aver avuto un'infanzia travagliata, caratterizzata da un forte senso di abbandono da parte dei genitori che erano attori girovaghi, vittima sin da allora di visioni ed allucinazioni e convinto di una propria insania mentale, che i medici specialistici non riescono neppure a riscontrare, Croiset si affida ad uno studioso di parapsicologia, il prof. Wilhelm Tenhaeff, sottoponendosi a numerose prove ed esperimenti presso l'Università di Utrecht che attestano un'effettiva capacità percettiva al di là dei normali sensi.
Rassicuratosi del proprio talento l'uomo riesce finalmente a condurre una vita normale ed inizia a cooperare con le forze dell'ordine, coadiuvando la soluzione di casi irrisolti. Uno tra questi è il ritrovamento di uno scheletro all'interno di un muro in via di abbattimento, la cui inumazione risalirebbe al secondo conflitto mondiale, epoca dell'occupazione. Croiset fornisce un notevole contributo per la soluzione potendo risalire alle persone coinvolte, qui una donna che si era difesa da un tentativo di violenza di un nazista.

## Colonna sonora
Il tema della sigla di apertura fu composto da Egisto Macchi ed eseguito con un theremin, strumento elettronico dal suono suggestivo assai in voga negli Anni Cinquanta per filmografia fantastica e horror. Il brano della sigla finale (intitolato Benedict) è stato eseguito alla tromba da Nini Rosso.